# Запис крст код глога (Сијарина)
Запис крст код глога (Сијарина) се налази на парцели чији је власник ЈП Србијашуме.

## Локација
| Општина             | Медвеђа                                                          |
| Катастарска општина | Сијарина                                                         |
| Потес               | Јаовац                                                           |
| Координате          | 42° 46′ 26″ С; 21° 38′ 03″ И / 42.773800000000001° С; 21.6342° И |
| Надморска висина    | 587m                                                             |

## Карактеристике
Дендрометријске вредности утврђене на терену и сателитским снимцима:
| Стабло                     | Крст |
| Висина стабла              | m    |
| Обим дебла                 | m    |
| Пречник крошње             | 0m   |
| Пречник дебла              | m    |
| Висина дебла до прве гране | m    |

## База записа
Запис је у оквиру Викимедија пројекта "Запис - Свето дрво" заведен под редним бројем 1173.